# 곽성찬
곽성찬(1993년 7월 12일 ~ )은 대한민국의 축구 선수이며 포지션은 공격수이다.